# Formel 1-VM 2023
Formel 1-VM 2023 var den sjuttiofjärde säsongen av Fédération Internationale de l'Automobile:s världsmästerskap för formelbilar, Formel 1. Mästerskapet planerades ursprungligen att tävlas över 23 Grand Prix, de flesta antalet lopp som körts under en säsong, men kortades sedan till 22 Grand Prix efter det att Emilia-Romagnas Grand Prix ställts in. Säsongen började tidigare och slutade senare än föregående år. Max Verstappen blev världsmästare för tredje säsongen i följd medan Red Bull vann konstruktörsmästerskapet för andra säsongen i rad. 

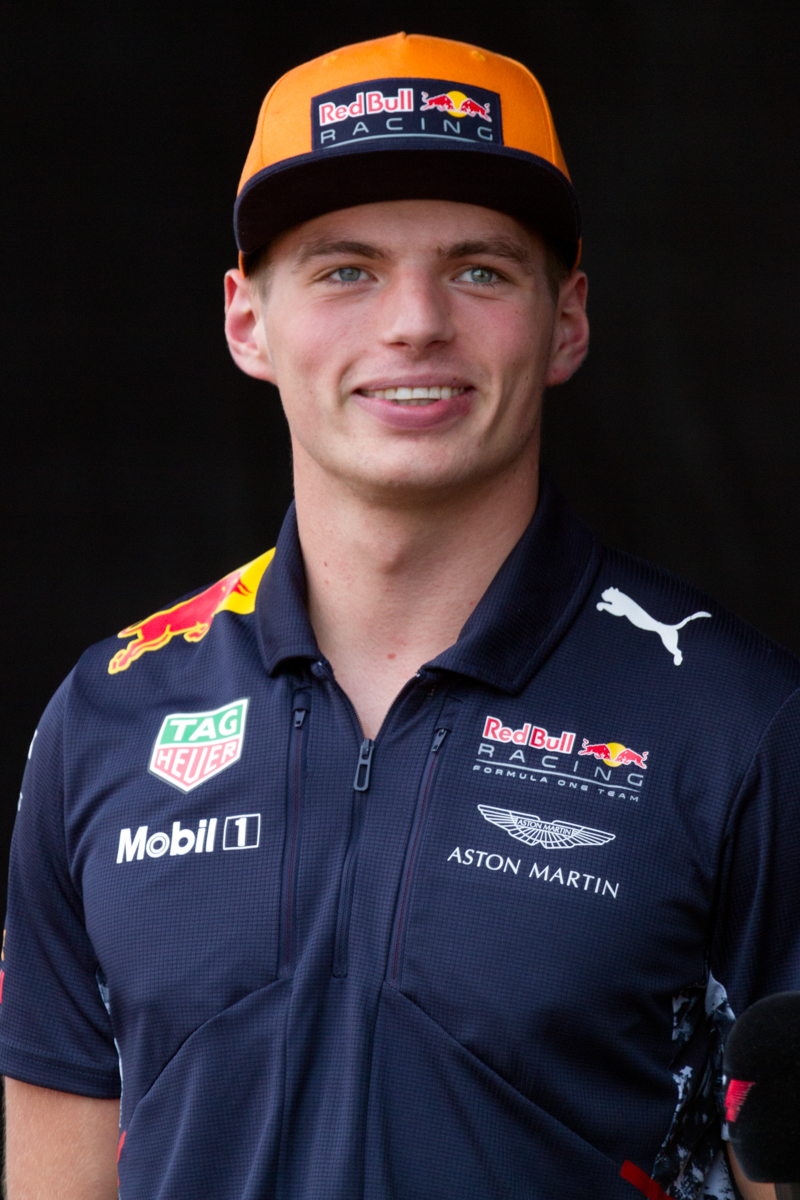
Max Verstappen för Red Bull blev världsmästare för tredje säsongen i rad.

## Stall och förare
Följande stall och förare deltog i Formel 1-VM säsongen 2023. Pirelli levererade däck till alla stall.
| Konstruktör                  | Motorenhet | Däck | Chassi | Nr. | Förare           | Lopp        |
| ---------------------------- | ---------- | ---- | ------ | --- | ---------------- | ----------- |
| Alfa Romeo-Ferrari           | Ferrari    | P    | C43    | 24  | Zhou Guanyu      | Alla        |
| Alfa Romeo-Ferrari           | Ferrari    | P    | C43    | 77  | Valtteri Bottas  | Alla        |
| Alpha Tauri-RBPT             | Honda RBPT | P    | AT04   | 21  | Nyck de Vries    | 1–11        |
| Alpha Tauri-RBPT             | Honda RBPT | P    | AT04   | 22  | Yuki Tsunoda     | Alla        |
| Alpha Tauri-RBPT             | Honda RBPT | P    | AT04   | 3   | Daniel Ricciardo | 12–13,19–23 |
| Alpha Tauri-RBPT             | Honda RBPT | P    | AT04   | 40  | Liam Lawson      | 14–18       |
| Alpine-Renault               | Renault    | P    | A523   | 10  | Pierre Gasly     | Alla        |
| Alpine-Renault               | Renault    | P    | A523   | 31  | Esteban Ocon     | Alla        |
| Aston Martin Aramco-Mercedes | Mercedes   | P    | AMR23  | 14  | Fernando Alonso  | Alla        |
| Aston Martin Aramco-Mercedes | Mercedes   | P    | AMR23  | 18  | Lance Stroll     | Alla        |
| Scuderia Ferrari             | Ferrari    | P    | SF-23  | 16  | Charles Leclerc  | Alla        |
| Scuderia Ferrari             | Ferrari    | P    | SF-23  | 55  | Carlos Sainz Jr. | Alla        |
| Haas-Ferrari                 | Ferrari    | P    | VF-23  | 20  | Kevin Magnussen  | Alla        |
| Haas-Ferrari                 | Ferrari    | P    | VF-23  | 27  | Nico Hülkenberg  | Alla        |
| McLaren-Mercedes             | Mercedes   | P    | MCL60  | 4   | Lando Norris     | Alla        |
| McLaren-Mercedes             | Mercedes   | P    | MCL60  | 81  | Oscar Piastri    | Alla        |
| Mercedes                     | Mercedes   | P    | F1 W14 | 44  | Lewis Hamilton   | Alla        |
| Mercedes                     | Mercedes   | P    | F1 W14 | 63  | George Russell   | Alla        |
| Red Bull Racing-RBPT         | Honda RBPT | P    | RB19   | 1   | Max Verstappen   | Alla        |
| Red Bull Racing-RBPT         | Honda RBPT | P    | RB19   | 11  | Sergio Pérez     | Alla        |
| Williams-Mercedes            | Mercedes   | P    | FW45   | 2   | Logan Sargeant   | Alla        |
| Williams-Mercedes            | Mercedes   | P    | FW45   | 23  | Alexander Albon  | Alla        |

### Förarändringar
Sebastian Vettel lämnade Formel 1 och Aston Martin efter säsongen 2022. Han ersattes av Fernando Alonso som tidigare körde för Alpine.
Pierre Gasly, som hade kontrakt med Alpha Tauri för säsongen 2023, gick till Alpine för att ersätta Fernando Alonso. Gasly ersattes i sin tur av Nyck de Vries.
Daniel Ricciardo lämnade McLaren efter säsongen 2022. Oscar Piastri, som gjorde debut i Formel 1, ersatte honom.
Nicholas Latifi lämnade Williams efter säsongen 2022. Han ersattes av debutanten Logan Sargeant.
Mick Schumacher lämnade Formel 1 och Haas efter säsongen 2022. Nico Hülkenberg gjorde comeback i Formel 1 för att ersätta Mick Schumacher till säsongen 2023.

#### Förarändringar under säsongen
Följande Storbritanniens Grand Prix meddelade Scuderia Alpha Tauri att Daniel Ricciardo ersätter Nyck de Vries från och med Ungerns Grand Prix. Under den andra träningen vid Nederländernas Grand Prix bröt Daniel Ricciardo handen efter en kollision. Han ersattes av Liam Lawson som gjorde debut i Formel 1.

### Förare i träningspassen
Varje stall var tvunget att vid minst två tillfällen under säsongen låta en förare som kört som mest två lopp köra under träningspassen. Träningspassen för Oscar Piastri, Logan Sargeant och Nyck de Vries under deras debuthelg vid Bahrains Grand Prix räknades som ett tillfälle för McLaren-Mercedes, Williams-Mercedes och AlphaTauri-Honda RBPT. Liam Lawsons debut vid Nederländernas Grand Prix räknades inte, då Nyck de Vries redan använt det obligatoriska tillfället för den bilen.
| Konstruktör                  | Nr. | Förare            | Lopp |
| ---------------------------- | --- | ----------------- | ---- |
| Alfa Romeo-Ferrari           | 98  | Théo Pourchaire   | 19   |
| AlphaTauri-Honda RBPT        | 41  | Isack Hadjar      | 19   |
| Alpine-Renault               | 61  | Jack Doohan       | 19   |
| Aston Martin Aramco-Mercedes | 34  | Felipe Drugovich  | 14   |
| Ferrari                      | 39  | Robert Shwartzman | 13   |
| Haas-Ferrari                 | 50  | Oliver Bearman    | 19   |
| Mercedes                     | 42  | Frederik Vesti    | 19   |
| Källa:                       |     |                   |      |

## Tävlingskalender

Länder markerade i grönt anordnade Formel 1 lopp under 2023. Länder markerade i mörkgrått har tidigare anordnat Formel 1 lopp

2023 års kalender bestod av 22 deltävlingar enligt följande:
| Nr | Grand Prix                 | Bana                                                  | Datum             |
| -- | -------------------------- | ----------------------------------------------------- | ----------------- |
| 1  | Bahrains Grand Prix        | Bahrain International Circuit, Sakhir                 | 5 mars            |
| 2  | Saudiarabiens Grand Prix   | Jeddah Corniche Circuit, Jeddah                       | 19 mars           |
| 3  | Australiens Grand Prix     | Melbourne Grand Prix Circuit, Melbourne               | 2 april           |
| 4  | Azerbajdzjans Grand Prix   | Baku City Circuit, Baku                               | 30 april          |
| 5  | Miamis Grand Prix          | Miami International Autodrome, Miami Gardens, Florida | 7 maj             |
| 6  | Emilia-Romagnas Grand Prix | Autodromo Enzo e Dino Ferrari, Imola                  | 21 maj (inställd) |
| 7  | Monacos Grand Prix         | Circuit de Monaco, Monte Carlo                        | 28 maj            |
| 8  | Spaniens Grand Prix        | Circuit de Barcelona-Catalunya, Barcelona             | 4 juni            |
| 9  | Kanadas Grand Prix         | Circuit Gilles Villeneuve, Montréal                   | 18 juni           |
| 10 | Österrikes Grand Prix      | Red Bull Ring, Steiermark                             | 2 juli            |
| 11 | Storbritanniens Grand Prix | Silverstone Circuit, Silverstone                      | 9 juli            |
| 12 | Ungerns Grand Prix         | Hungaroring, Budapest                                 | 23 juli           |
| 13 | Belgiens Grand Prix        | Circuit de Spa-Francorchamps, Stavelot                | 30 juli           |
| 14 | Nederländernas Grand Prix  | Circuit Zandvoort, Zandvoort                          | 27 augusti        |
| 15 | Italiens Grand Prix        | Autodromo Nazionale Monza, Monza                      | 3 september       |
| 16 | Singapores Grand Prix      | Marina Bay Street Circuit, Singapore                  | 17 september      |
| 17 | Japans Grand Prix          | Suzuka International Racing Course, Suzuka            | 24 september      |
| 18 | Qatars Grand Prix          | Losail International Circuit, Lusail                  | 8 oktober         |
| 19 | USA:s Grand Prix           | Circuit of the Americas, Austin, Texas                | 22 oktober        |
| 20 | Mexikos Grand Prix         | Autódromo Hermanos Rodríguez, Mexico City             | 29 oktober        |
| 21 | Brasiliens Grand Prix      | Autódromo José Carlos Pace, São Paulo                 | 5 november        |
| 22 | Las Vegas Grand Prix       | Las Vegas Strip Circuit, Paradise, Nevada             | 18 november       |
| 23 | Abu Dhabis Grand Prix      | Yas Marina Circuit, Abu Dhabi                         | 26 november       |

### Kalenderförändringar
- Qatars Grand Prix återvänder till kalendern efter att ha hållits senast säsongen 2021. Qatars Grand Prix, tillsammans med Saudiarabiens Grand Prix, var från början tänkt att flyttas till en ny specialbyggd bana innan beslut fattades att fortsätta köra i Lusail respektive Jeddah.[20][21][2]
- Las Vegas Grand Prix kommer att göra debut i Formel 1, med loppet planerat att hållas i november på en ny stadsbana längs med Las Vegas Strip. Det blir det tredje loppet som hålls i USA under säsongen.[22]
- Rysslands Grand Prix var under kontrakt att ingå i kalendern för 2023. Det var ursprungligen tänkt att loppet skulle byta bana från Sotji Autodrom till Igora Drive som ligger i utkanten av Sankt Petersburg.[23] Emellertid fick loppet sitt kontrakt avslutat som svar på den ryska invasionen av Ukraina 2022.[24]
- Frankrikes Grand Prix är inte med i tävlingskalendern.[25]
- Emilia-Romagnas Grand Prix, som planerades att köras på Autodromo Enzo e Dino Ferrari som mästerskapets sjätte race, ställdes in på grund av översvämningar i regionen. Beslutet meddelades endast dagar innan tävlingshelgen.[26]

## Regeländringar

### Tekniska föreskrifter
Efter problem med hoppande bilar under 2022 föreslår FIA att man inför ändringar i regelverket för att begränsa överdrivet antal hoppande på bilarna. Golvet skulle höjas med 15 millimeter och diffusern skulle också höjas.
Efter Zhou Guanyus krasch vid Storbritanniens Grand Prix 2022 kommer halon på bilarna att förändras till att bli rundad istället för oval vilket kommer minska risken att den gräver ner sig i asfalten om bilen välter upp och ner vid en olycka.

### Sportbestämmelser
Med avsikten att göra däckanvändningen mer hållbar kommer sporten att minska antalet däck som delas ut vid en tävlingshelg. Detta kommer att göras under två tävlingshelger under säsongen och minskningen kommer att göras från 13 till 11 däck. Vid dessa två loppen kommer användningen av däck i kvalet att vara betecknade som hårda i första kvalrundan, medium i andra kvalrundan och mjuka i tredje kvalrundan; under förutsättningarna att vädret är torrt. Stallen kommer fortsatt att ha fritt val att bestämma vilken däckblandning de vill köra på under kvalet.

## Säsongssammanfattning

### Försäsong
Mellan den 23 och den 25 februari 2023 genomfördes ett försäsongstest vid Bahrain International Circuit i Sakhir, Bahrain.

## Resultat

### Grand Prix
|        | Grand Prix                 | Pole position     | Snabbaste varv  | Segrande förare   | Segrande konstruktör | Rapport |
| ------ | -------------------------- | ----------------- | --------------- | ----------------- | -------------------- | ------- |
| 1      | Bahrains Grand Prix        | Max Verstappen    | Zhou Guanyu     | Max Verstappen    | Red Bull             | Rapport |
| 2      | Saudiarabiens Grand Prix   | Sergio Pérez      | Max Verstappen  | Sergio Pérez      | Red Bull             | Rapport |
| 3      | Australiens Grand Prix     | Max Verstappen    | Sergio Pérez    | Max Verstappen    | Red Bull             | Rapport |
| 4      | Azerbajdzjans Grand Prix   | Charles Leclerc   | George Russell  | Sergio Pérez      | Red Bull             | Rapport |
| 5      | Miamis Grand Prix          | Sergio Pérez      | Max Verstappen  | Max Verstappen    | Red Bull             | Rapport |
| 7      | Monacos Grand Prix         | Max Verstappen    | Lewis Hamilton  | Max Verstappen    | Red Bull             | Rapport |
| 8      | Spaniens Grand Prix        | Max Verstappen    | Max Verstappen  | Max Verstappen    | Red Bull             | Rapport |
| 9      | Kanadas Grand Prix         | Max Verstappen    | Sergio Pérez    | Max Verstappen    | Red Bull             | Rapport |
| 10     | Österrikes Grand Prix      | Max Verstappen    | Max Verstappen  | Max Verstappen    | Red Bull             | Rapport |
| 11     | Storbritanniens Grand Prix | Max Verstappen    | Max Verstappen  | Max Verstappen    | Red Bull             | Rapport |
| 12     | Ungerns Grand Prix         | Lewis Hamilton    | Max Verstappen  | Max Verstappen    | Red Bull             | Rapport |
| 13     | Belgiens Grand Prix        | Charles Leclerc   | Lewis Hamilton  | Max Verstappen    | Red Bull             | Rapport |
| 14     | Nederländernas Grand Prix  | Max Verstappen    | Fernando Alonso | Max Verstappen    | Red Bull             | Rapport |
| 15     | Italiens Grand Prix        | Carlos Sainz, Jr. | Oscar Piastri   | Max Verstappen    | Red Bull             | Rapport |
| 16     | Singapores Grand Prix      | Carlos Sainz, Jr. | Lewis Hamilton  | Carlos Sainz, Jr. | Ferrari              | Rapport |
| 17     | Japans Grand Prix          | Max Verstappen    | Max Verstappen  | Max Verstappen    | Red Bull             | Rapport |
| 18     | Qatars Grand Prix          | Max Verstappen    | Max Verstappen  | Max Verstappen    | Red Bull             | Rapport |
| 19     | USA:s Grand Prix           | Charles Leclerc   | Yuki Tsunoda    | Max Verstappen    | Red Bull             | Rapport |
| 20     | Mexikos Grand Prix         | Charles Leclerc   | Lewis Hamilton  | Max Verstappen    | Red Bull             | Rapport |
| 21     | Brasiliens Grand Prix      | Max Verstappen    | Lando Norris    | Max Verstappen    | Red Bull             | Rapport |
| 22     | Las Vegas Grand Prix       | Charles Leclerc   | Oscar Piastri   | Max Verstappen    | Red Bull             | Rapport |
| 23     | Abu Dhabis Grand Prix      | Max Verstappen    | Max Verstappen  | Max Verstappen    | Red Bull             | Rapport |
| Källa: |                            |                   |                 |                   |                      |         |

### Poängsystem
De tio främst placerade förarna i respektive Grand Prix tilldelas poäng i en fallande ordning enligt nedan. 
Den förare som sätter snabbaste varv i loppet tilldelas också en extra poäng under förutsättning att denne tillhör de tio främst placerade.
Även de åtta främst placerade förarna i respektive sprint tilldelas poäng i en fallande ordning.
| Poäng (Grand Prix) | 25 | 18 | 15 | 12 | 10 | 8 | 6 | 4 | 2 | 1 | 1 |  |  |  |  |  |
| Poäng (Sprint)     | 8  | 7  | 6  | 5  | 4  | 3 | 2 | 1 |   |   |   |  |  |  |  |  |

### Förarmästerskapet
| Position | Nr | Förare            | Stall        | BAH | SAU | AUS | AZE | MIA | MON | SPA | KAN | ÖST  | STO | UNG | BEL  | NED | ITA | SIN | JAP | QAT  | USA   | MEX | BRA  | LAS | ABU | Poäng |
| -------- | -- | ----------------- | ------------ | --- | --- | --- | --- | --- | --- | --- | --- | ---- | --- | --- | ---- | --- | --- | --- | --- | ---- | ----- | --- | ---- | --- | --- | ----- |
| 1        | 1  | Max Verstappen    | Red Bull     | 1P  | 2F  | 1P  | 23  | 1F  | 1P  | 1PF | 1P  | 1PF  | 1PF | 1F  | 1    | 1P  | 1   | 5   | 1PF | 12PF | 1     | 1   | 1P   | 1   | 1PF | 585   |
| 2        | 11 | Sergio Pérez      | Red Bull     | 2   | 1P  | 5F  | 1   | 2P  | 16  | 4   | 6F  | 32   | 6   | 3   | 2    | 4   | 2   | 8   | DNF | 10   | 45    | DNF | 43   | 3   | 4   | 285   |
| 3        | 44 | Lewis Hamilton    | Mercedes     | 5   | 5   | 2   | 67  | 6   | 4F  | 2   | 3   | 8    | 3   | 4P  | 47F  | 6   | 6   | 3F  | 5   | DNF5 | DSQ2  | 2F  | 87   | 7   | 9   | 234   |
| 4        | 14 | Fernando Alonso   | Aston Martin | 3   | 3   | 3   | 46  | 3   | 2   | 7   | 2   | 5    | 7   | 9   | 5    | 2F  | 9   | 15  | 8   | 68   | DNF   | DNF | 3    | 9   | 7   | 206   |
| 5        | 16 | Charles Leclerc   | Ferrari      | DNF | 7   | DNF | 32P | 7   | 6   | 11  | 4   | 2    | 9   | 7   | 35P  | DNF | 4   | 4   | 4   | 5    | DSQ3P | 3P  | DNS5 | 2P  | 2   | 206   |
| 6        | 4  | Lando Norris      | McLaren      | 17  | 17  | 6   | 9   | 17  | 9   | 17  | 13  | 4    | 2   | 2   | 76   | 7   | 8   | 2   | 2   | 3    | 24    | 5   | 2F   | DNF | 5   | 205   |
| 7        | 55 | Carlos Sainz, Jr. | Ferrari      | 4   | 6   | 12  | 5   | 5   | 8   | 5   | 5   | 63   | 10  | 8   | DNF4 | 5   | 3P  | 1P  | 6   | DNS6 | 36    | 4   | 68   | 6   | 18† | 200   |
| 8        | 63 | George Russell    | Mercedes     | 7   | 4   | DNF | 84F | 4   | 5   | 3   | DNF | 78   | 5   | 6   | 68   | 17† | 5   | 16† | 7   | 4    | 58    | 6   | DNF4 | 8   | 3   | 175   |
| 9        | 81 | Oscar Piastri R   | McLaren      | DNF | 15  | 8   | 11  | 19  | 10  | 13  | 11  | 16   | 4   | 5   | DNF2 | 9   | 12F | 7   | 3   | 21   | DNF   | 8   | 14   | 10F | 6   | 97    |
| 10       | 18 | Lance Stroll      | Aston Martin | 6   | DNF | 4   | 78  | 12  | DNF | 6   | 9   | 94   | 14  | 10  | 9    | 11  | 16  | WD  | DNF | 11   | 7     | 17† | 5    | 5   | 10  | 74    |
| 11       | 10 | Pierre Gasly      | Alpine       | 9   | 9   | 13† | 14  | 8   | 7   | 10  | 12  | 10   | 18† | DNF | 113  | 3   | 15  | 6   | 10  | 12   | 67    | 11  | 7    | 11  | 13  | 62    |
| 12       | 31 | Esteban Ocon      | Alpine       | DNF | 8   | 14† | 15  | 9   | 3   | 8   | 8   | 147  | DNF | DNF | 8    | 10  | DNF | DNF | 9   | 7    | DNF   | 10  | 10   | 4   | 12  | 58    |
| 13       | 23 | Alexander Albon   | Williams     | 10  | DNF | DNF | 12  | 14  | 14  | 16  | 7   | 11   | 8   | 11  | 14   | 8   | 7   | 11  | DNF | 137  | 9     | 9   | DNF  | 12  | 14  | 27    |
| 14       | 22 | Yuki Tsunoda      | Alpha Tauri  | 11  | 11  | 10  | 10  | 11  | 15  | 12  | 14  | 19   | 16  | 15  | 10   | 16  | DNS | DNF | 12  | 15   | 8F    | 12  | 96   | 18† | 8   | 17    |
| 15       | 77 | Valtteri Bottas   | Alfa Romeo   | 8   | 18  | 11  | 18  | 13  | 11  | 19  | 10  | 15   | 12  | 12  | 12   | 15  | 10  | DNF | DNF | 8    | 12    | 15  | DNF  | 17  | 19  | 10    |
| 16       | 27 | Nico Hülkenberg   | Haas         | 15  | 12  | 7   | 17  | 15  | 17  | 17  | 15  | DNF6 | 13  | 14  | 18   | 12  | 17  | 13  | 14  | 16   | 11    | 13  | 12   | 19† | 15  | 9     |
| 17       | 3  | Daniel Ricciardo  | Alpha Tauri  |     |     |     |     |     |     |     |     |      |     | 13  | 16   | WD  |     |     |     |      | 15    | 7   | 13   | 14  | 11  | 6     |
| 18       | 24 | Zhou Guanyu       | Alfa Romeo   | 16F | 13  | 9   | DNF | 16  | 13  | 9   | 16  | 12   | 15  | 16  | 13   | DNF | 14  | 12  | 13  | 9    | 13    | 14  | DNF  | 15  | 17  | 6     |
| 19       | 20 | Kevin Magnussen   | Haas         | 13  | 10  | 17† | 13  | 10  | 19† | 18  | 17  | 18   | DNF | 17  | 15   | 14  | 18  | 10  | 15  | 14   | 14    | DNF | DNF  | 13  | 20  | 3     |
| 20       | 40 | Liam Lawson       | Alpha Tauri  |     |     |     |     |     |     |     |     |      |     |     |      | 13  | 11  | 9   | 11  | 17   |       |     |      |     |     | 2     |
| 21       | 2  | Logan Sargeant R  | Williams     | 12  | 16  | 16† | 16  | 20  | 18  | 20  | DNF | 13   | 11  | 18† | 17   | DNF | 13  | 14  | DNF | DNF  | 10    | 17† | 11   | 16  | 16  | 1     |
| 22       | 21 | Nyck de Vries R   | Alpha Tauri  | 14  | 14  | 15† | DNF | 18  | 12  | 14  | 18  | 17   | 17  |     |      |     |     |     |     |      |       |     |      |     |     | 0     |
| Position | Nr | Förare            | Stall        | BAH | SAU | AUS | AZE | MIA | MON | SPA | KAN | ÖST  | STO | UNG | BEL  | NED | ITA | SIN | JAP | QAT  | USA   | MEX | BRA  | LAS | ABU | Poäng |

| Färg    | Resultat                   |
| ------- | -------------------------- |
| Guld    | Vinnare                    |
| Silver  | Andraplats                 |
| Brons   | Tredjeplats                |
| Grön    | Top 5                      |
| Ljusblå | Top 10                     |
| Mörkblå | Annan flaggad position     |
| Rosa    | Bröt loppet (DNF)          |
| Svart   | Diskvalificerad (DSQ)      |
| Vit     | Startade inte loppet (DNS) |
| Vit     | Loppet inställt (C)        |
| Blank   | Deltog ej på träning (DNP) |
| Blank   | Exkluderad (EX)            |
| Blank   | Ankom ej (DNA)             |
| Blank   | Drog tillbaka anmälan (WD) |
| Blank   | Tävlade inte (tom)         |

| Notering          |                                    |
| P                 | Pole position i kvalet             |
| S                 | Snabbaste varv i loppet            |
| Siffra i exponent | Poänggivande position i sprintkval |
| R                 | Rookie i Formel 1                  |

- † – Föraren körde inte färdigt loppet men blev ändå klassificerad eftersom han körde färdigt mer än 90% av racedistansen.

### Konstruktörsmästerskapet
| Position | Stall                 | Nr | BAH | SAU | AUS | AZE | MIA | MON | SPA | KAN | ÖST  | STO | UNG | BEL  | NED | ITA | SIN | JAP | QAT  | USA   | MEX | BRA  | LAS | ABU | Poäng |
| -------- | --------------------- | -- | --- | --- | --- | --- | --- | --- | --- | --- | ---- | --- | --- | ---- | --- | --- | --- | --- | ---- | ----- | --- | ---- | --- | --- | ----- |
| 1        | Red Bull Racing-RBPT  | 1  | 1P  | 2F  | 1P  | 23  | 1F  | 1P  | 1PF | 1P  | 1PF  | 1PF | 1F  | 1    | 1P  | 1   | 5   | 1PF | 12PF | 1     | 1   | 1P   | 1   | 1PF | 860   |
| 1        | Red Bull Racing-RBPT  | 11 | 2   | 1P  | 5F  | 1   | 2P  | 16  | 4   | 6F  | 32   | 6   | 3   | 2    | 4   | 2   | 8   | DNF | 10   | 45    | DNF | 43   | 3   | 4   | 860   |
| 2        | Mercedes              | 44 | 5   | 5   | 2   | 67  | 6   | 4F  | 2   | 3   | 8    | 3   | 4P  | 47F  | 6   | 6   | 3F  | 5   | DNF5 | DSQ2  | 2F  | 87   | 7   | 9   | 409   |
| 2        | Mercedes              | 63 | 7   | 4   | DNF | 84F | 4   | 5   | 3   | DNF | 78   | 5   | 6   | 68   | 17† | 5   | 16† | 7   | 4    | 58    | 6   | DNF4 | 8   | 3   | 409   |
| 3        | Ferrari               | 16 | DNF | 7   | DNF | 32P | 7   | 6   | 11  | 4   | 2    | 9   | 7   | 35P  | DNF | 4   | 4   | 4   | 5    | DSQ3P | 3P  | DNS5 | 2P  | 2   | 406   |
| 3        | Ferrari               | 55 | 4   | 6   | 12  | 5   | 5   | 8   | 5   | 5   | 63   | 10  | 8   | DNF4 | 5   | 3P  | 1P  | 6   | DNS6 | 36    | 4   | 68   | 6   | 18† | 406   |
| 4        | McLaren-Mercedes      | 4  | 17  | 17  | 6   | 9   | 17  | 9   | 17  | 13  | 4    | 2   | 2   | 76   | 7   | 8   | 2   | 2   | 3    | 24    | 5   | 2F   | DNF | 5   | 302   |
| 4        | McLaren-Mercedes      | 81 | DNF | 15  | 8   | 11  | 19  | 10  | 13  | 11  | 16   | 4   | 5   | DNF2 | 9   | 12F | 7   | 3   | 21   | DNF   | 8   | 14   | 10F | 6   | 302   |
| 5        | Aston Martin-Mercedes | 14 | 3   | 3   | 3   | 46  | 3   | 2   | 7   | 2   | 5    | 7   | 9   | 5    | 2F  | 9   | 15  | 8   | 68   | DNF   | DNF | 3    | 9   | 7   | 280   |
| 5        | Aston Martin-Mercedes | 18 | 6   | DNF | 4   | 78  | 12  | DNF | 6   | 9   | 94   | 14  | 10  | 9    | 11  | 16  | WD  | DNF | 11   | 7     | 17† | 5    | 5   | 10  | 280   |
| 6        | Alpine                | 10 | 9   | 9   | 13† | 14  | 8   | 7   | 10  | 12  | 10   | 18† | DNF | 113  | 3   | 15  | 6   | 10  | 12   | 67    | 11  | 7    | 11  | 13  | 120   |
| 6        | Alpine                | 31 | DNF | 8   | 14† | 15  | 9   | 3   | 8   | 8   | 147  | DNF | DNF | 8    | 10  | DNF | DNF | 9   | 7    | DNF   | 10  | 10   | 4   | 12  | 120   |
| 7        | Williams-Mercedes     | 23 | 10  | DNF | DNF | 12  | 14  | 14  | 16  | 7   | 11   | 8   | 11  | 14   | 8   | 7   | 11  | DNF | 137  | 9     | 9   | DNF  | 12  | 14  | 28    |
| 7        | Williams-Mercedes     | 2  | 12  | 16  | 16† | 16  | 20  | 18  | 20  | DNF | 13   | 11  | 18† | 17   | DNF | 13  | 14  | DNF | DNF  | 10    | 17† | 11   | 16  | 16  | 28    |
| 8        | AlphaTauri-RBPT       | 22 | 11  | 11  | 10  | 10  | 11  | 15  | 12  | 14  | 19   | 16  | 15  | 10   | 16  | DNS | DNF | 12  | 15   | 8F    | 12  | 96   | 18† | 8   | 25    |
| 8        | AlphaTauri-RBPT       | 21 | 14  | 14  | 15† | DNF | 18  | 12  | 14  | 18  | 17   | 17  |     |      |     |     |     |     |      |       |     |      |     |     | 25    |
| 8        | AlphaTauri-RBPT       | 3  |     |     |     |     |     |     |     |     |      |     | 13  | 16   | WD  |     |     |     |      | 15    | 7   | 13   | 14  | 11  | 25    |
| 8        | AlphaTauri-RBPT       | 40 |     |     |     |     |     |     |     |     |      |     |     |      | 13  | 11  | 9   | 11  | 17   |       |     |      |     |     | 25    |
| 9        | Alfa Romeo-Ferrari    | 77 | 8   | 18  | 11  | 18  | 13  | 11  | 19  | 10  | 15   | 12  | 12  | 12   | 15  | 10  | DNF | DNF | 8    | 12    | 15  | DNF  | 17  | 19  | 16    |
| 9        | Alfa Romeo-Ferrari    | 24 | 16F | 13  | 9   | DNF | 16  | 13  | 9   | 16  | 12   | 15  | 16  | 13   | DNF | 14  | 12  | 13  | 9    | 13    | 14  | DNF  | 15  | 17  | 16    |
| 10       | Haas-Ferrari          | 20 | 13  | 10  | 17† | 13  | 10  | 19† | 18  | 17  | 18   | DNF | 17  | 15   | 14  | 18  | 10  | 15  | 14   | 14    | DNF | DNF  | 13  | 20  | 12    |
| 10       | Haas-Ferrari          | 27 | 15  | 12  | 7   | 17  | 15  | 17  | 17  | 15  | DNF6 | 13  | 14  | 18   | 12  | 17  | 13  | 14  | 16   | 11    | 13  | 12   | 19† | 15  | 12    |
| Position | Stall                 | Nr | BAH | SAU | AUS | AZE | MIA | MON | SPA | KAN | ÖST  | STO | UNG | BEL  | NED | ITA | SIN | JAP | QAT  | USA   | MEX | BRA  | LAS | ABU | Poäng |

| Färg    | Resultat                   |
| ------- | -------------------------- |
| Guld    | Vinnare                    |
| Silver  | Andraplats                 |
| Brons   | Tredjeplats                |
| Grön    | Top 5                      |
| Ljusblå | Top 10                     |
| Mörkblå | Annan flaggad position     |
| Rosa    | Bröt loppet (DNF)          |
| Svart   | Diskvalificerad (DSQ)      |
| Vit     | Startade inte loppet (DNS) |
| Vit     | Loppet inställt (C)        |
| Blank   | Deltog ej på träning (DNP) |
| Blank   | Exkluderad (EX)            |
| Blank   | Ankom ej (DNA)             |
| Blank   | Drog tillbaka anmälan (WD) |
| Blank   | Tävlade inte (tom)         |

| Notering          |                                    |
| P                 | Pole position i kvalet             |
| S                 | Snabbaste varv i loppet            |
| Siffra i exponent | Poänggivande position i sprintkval |
| R                 | Rookie i Formel 1                  |